# Balangkayan
Balangkayan est une localité de la province du Samar oriental, aux Philippines. En 2015, elle compte 10 125 habitants.